# Léon Radziwill
Le prince Léon Radziwill, surnommé « Loche », né le 6 septembre 1880 à Saint-Cloud et mort assassiné à Monte-Carlo le 2 mars 1927, est un aristocrate français d'origine polonaise, qui fut l'un des modèles de Marcel Proust dans À la recherche du temps perdu pour les personnages de Robert de Saint-Loup et du fils du prince de Foix.

## Biographie

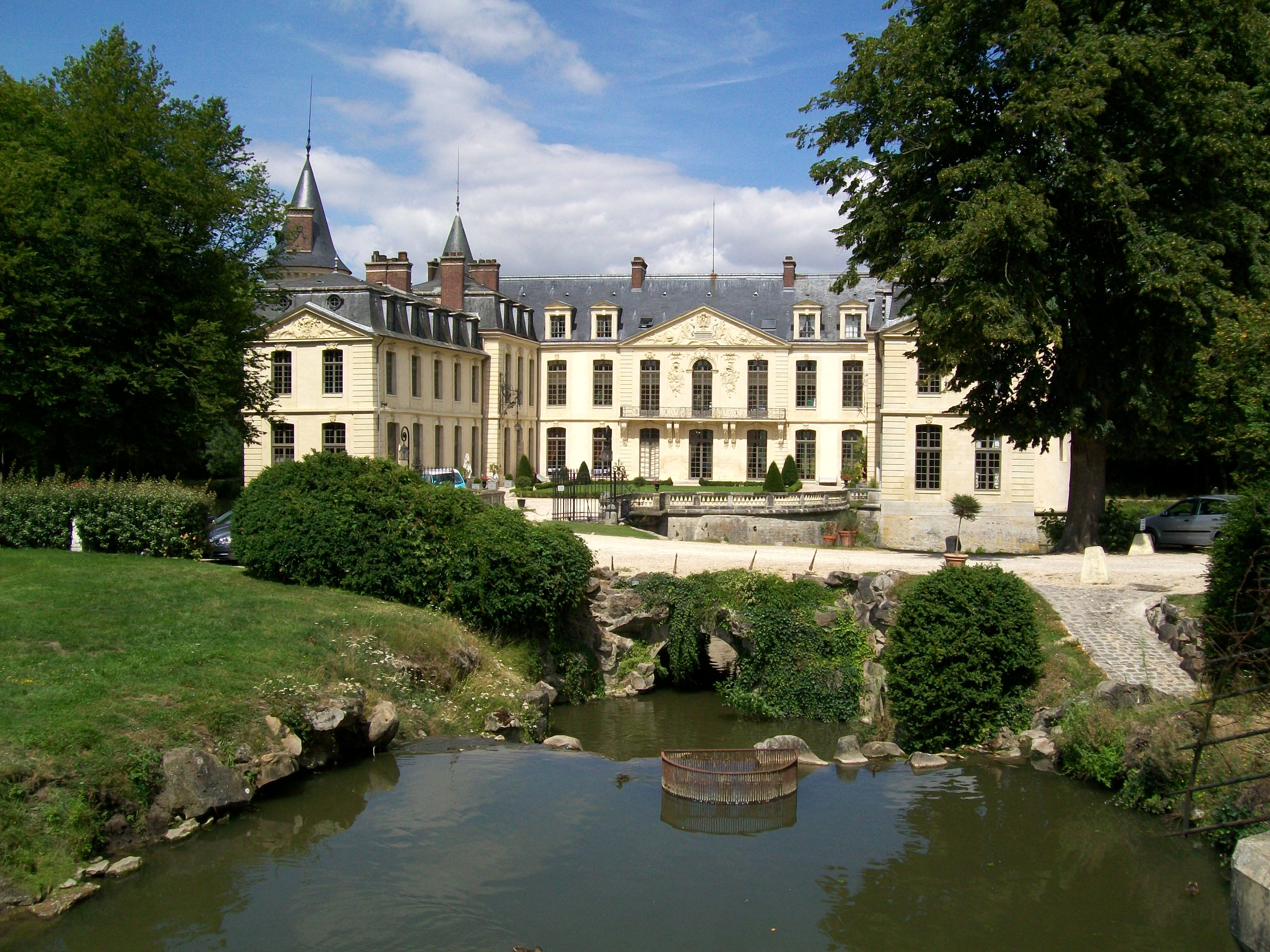
Vue du château d'Ermenonville.

Léon Radziwill est issu de l'illustre famille princière des Radziwill dont les ramifications s'étendent en Lituanie, en Pologne, en Allemagne et en Russie. Son père est le prince Constantin Radziwill (1850-1920) et sa mère la princesse Radziwill, née Louise Blanc (1854-1911), richissime héritière de Marie Blanc et de François Blanc, fondateur de la Société des bains de mer et du Cercle des étrangers de Monte-Carlo décédé en 1877. Elle est aussi la sœur de la princesse Roland Bonaparte, mère de Marie Bonaparte, princesse de Grèce.
Léon Radziwill du reste se plaignait : « C'est agaçant, quand je suis en Pologne, les gens me disent : Vous autres Français et quand je suis en France, on me dit : Vous autres Polonais ! » Sa tante, née Marie de Castellane et épouse du prince Antoine Radziwill, est une mémorialiste estimée qui possède un immense château à Nieswiez et tient salon à Berlin. Léon Radziwill est de très haute taille, avec des yeux bleus qualifiés d'« expressivement inexpressifs » par Proust. Cependant il plaît aux femmes.
Léon Radziwill est un cousin du prince Michel Radziwill qui épouse en 1897, à Saint-Pétersbourg, Marie de Benardaky, l'amie de jeunesse tant admirée de Proust. Léon Radziwill fait partie du cercle d'amis de l'écrivain, dont entre autres Louis d'Albufera (autre modèle de Saint-Loup), Emmanuel et Antoine Bibesco ou le duc de Guiche, mais il le déçoit dans son amitié. Au début, il écrit : Je l'« estimais d'autant moins que je l'aimais plus, toujours persuadé que mon affection n'était que de l'indulgence. » Il rompt cependant temporairement cette amitié après 1903 et rend un encrier que le jeune prince lui avait offert avec ce vers gravé : « Qu'un ami véritable est une douce chose ! (La Fontaine) ». En réalité le jeune homme est ce qu'on appelle à l'époque, un « noceur », ce que la jalousie maladive de l'écrivain ne supporte pas. Proust lui envoie encore une lettre de rupture en 1905. Léon Radziwill ne semble porter de l'affection qu'à sa sœur Lise, duchesse de Bisaccia (future duchesse de Doudeauville ; Louise Radziwill, femme d'Armand-François de La Rochefoucauld). La duchesse de Bisaccia est détestée dans le milieu du faubourg Saint-Germain par sa médisance et son esprit dominateur.
Il est question de fiançailles au début de l'année 1905 avec Marguerite de La Rochefoucauld (1886-1929), fille du duc d'Estrées, mais le jeune prince n'en veut pas. À Pâques 1905, il est présenté à la famille de Claude de Gramont, chez la tante de cette dernière à un thé ; le comte de Gramont, son père, déclare que son impression est bonne et que Léon Radziwill, bien de sa personne, « a l'air intelligent, franc et bon ». Ce mariage est ardemment souhaité par Lise de Bisaccia, mais la comtesse de Gramont, lui répond : « Dites à votre frère de lui faire un peu plus la cour, » en parlant de sa fille Claude. En fait le jeune prince est hésitant d'un point de vue sexuel, il est aimable, mais velléitaire, soumis à l'influence de sa sœur, tandis que leur père, vivant séparé de sa femme car il est homosexuel, dépense toute sa fortune et finit par perdre la signature pour la gestion du capital familial, déjà fort entamé. Un mariage arrangerait donc bien la situation personnelle du jeune homme. Il déclare à Proust, qui lui déconseille ce mariage, qu'il se marie pour faire plaisir à sa mère. Les choses sont finalement décidées à la fin du printemps, la marquise de Noailles, sœur du duc de Guiche, ami de Léon, et nièce d'Alfred de Gramont, donnant des renseignements favorables. Le mariage a lieu le 17 juin 1905. Dix jours plus tard, le prince décide de ne plus partager sa chambre avec sa femme. En octobre, le comte de Gramont trouve que son gendre est de plus en plus bizarre (il avait en fait quitté le domicile conjugal) ; en novembre il note, rageur, dans son journal que son gendre est « un infâme misérable complètement impuissant, qui n'aurait jamais dû se marier. » Tout de suite l'annulation est demandée à la Rote de Rome (elle est accordée un an plus tard) et le divorce prononcé pour non consommation au printemps 1906. Pour le comte de Gramont, les Radziwill sont des « snobs du grand monde » qu'il déteste copieusement.
Le prince passe son temps au château familial d'Ermenonville et devient objet de scandale dans le milieu aristocratique. En 1910, Proust lui présente une beauté anglaise, Miss Deacon (modèle de Miss Forster, dans la Recherche), mais la jeune femme rencontre peu après le duc de Marlborough qu'elle épousera une dizaine d'années plus tard, après son divorce avec Consuelo Vanderbilt. Le prince a une liaison avec une actrice, Christiane Lorin. C'est à cette époque en 1910 que Bernard Boutet de Monvel peint le portrait du prince au polo de Bagatelle. Lorsqu'éclate la Grande Guerre, Loche Radziwill, devenu maire d'Ermenonville, organise une brigade polonaise. Il mène une vie semi-retirée après la guerre et meurt prématurément à l'âge de quarante-six ans (il est assassiné à Monte-Carlo). Les fils de sa sœur, Sosthènes III et Armand de La Rochefoucauld, héritent de ses biens.[réf. nécessaire]
J.-H. Volbertal (1923) ne tarit pas d'éloges à l'égard du prince, pour ses mérites dans la perpétuation du souvenir de Rousseau et la restauration du parc d'Ermenonville. Léon Radziwill était profondément attaché à ce domaine et avait le projet de restaurer l'ensemble des fabriques du parc. Aussi admettait-il toujours les visiteurs, venant de nouveau nombreux pendant les années 1920. Sa disparition brutale ne permit malheureusement pas la réalisation des projets. Les habitants d'Ermenonville tenaient le prince en grande estime, comme le montre le monument érigé en son souvenir sur la place de la mairie. Le prince et la princesse Constantin Radziwill, ses parents, avaient déjà été honorés par une fontaine monumentale sur la place Jean-Jacques Rousseau, en 1911.